# Венанго (Пенсилванија)
Венанго (енгл. Venango) град је у америчкој савезној држави Пенсилванија.

## Демографија
По попису из 2010. године број становника је 239, што је 49 (-17,0%) становника мање него 2000. године.
| Група             | 2000.       | 2010.       |
| Белци             | 275 (95,5%) | 235 (98,3%) |
| Афроамериканци    | 7 (2,4%)    | 1 (0,4%)    |
| Азијати           | 0 (0,0%)    | 0 (0,0%)    |
| Хиспаноамериканци | 3 (1,0%)    | 0 (0,0%)    |
| Укупно            | 288         | 239         |